# Vukašin Mrnjavčević
Vukašin Mrnjavčević (ćirilica Вукашин Мрњавчевић) (o. 1320. — 26. rujna 1371.) bio je srpski plemić koji je postao kralj Srbije te je bio suvladar cara Stefana Uroša V., koji je bio pripadnik dinastije Nemanjić. 

## Biografija
Prema dubrovačkom povjesničaru Mavru Orbiniju, otac Vukašina Mrnjavčevića bio je „niži” plemić Mrnjava iz Zahumlja, dok je Vukašinov brat bio Jovan Uglješa; braća su rođena u Livnu, u Bosni.
Car Stefan Uroš IV. Dušan učinio je Vukašina županom Prilepa u Makedoniji. Dušanov sin i nasljednik Stefan Uroš V. dao je Vukašinu titulu despota. Godine 1365., Vukašin je okrunjen za suvladara Uroša V., kao kralj Srba i Grka. Budući da je Uroš bio bez djece, Vukašin je naumio učiniti svog sina Marka prestolonasljednikom, dajući mu naslov „mladog kralja”.
Vukašin je ubijen 1371. godine u bitci na Marici.

## Vanjske poveznice
|  | Zajednički poslužitelj ima još gradiva o temi Vukašin Mrnjavčević |